# East Carleton
East Carleton är en ort och civil parish i Storbritannien.   Den ligger i grevskapet Norfolk och riksdelen England, i den sydöstra delen av landet, 150 km nordost om huvudstaden London. East Carleton ligger 49 meter över havet och antalet invånare är 358.
Terrängen runt East Carleton är platt. Runt East Carleton är det ganska tätbefolkat, med 124 invånare per kvadratkilometer. Närmaste större samhälle är Norwich, 8,5 km nordost om East Carleton. Trakten runt East Carleton består till största delen av jordbruksmark.